# Ендрю Джон Вайлс
Сер Е́ндрю Джон Вайлс (англ. Sir Andrew John Wiles, нар. 11 квітня 1953, Кембридж, Кембриджшир, Східна Англія, Велика Британія) — британський математик, лауреат Абелівської премії 2016 року, лицар-командор Ордена Британської Імперії з 2000 року.
Одною з головних подій у його кар'єрі стало доведення Великої теореми Ферма: Вайлс за допомогою свого колишнього аспіранта Річарда Тейлора знайшов технічний метод, що дозволив завершити доведення 1995 року. Працювати над теоремою Ферма він почав влітку 1986 одразу після того, як Кен Рібет довів, що теорема Ферма випливає з гіпотези Таніями — Сімура у разі напівстабільності еліптичних кривих. Основна ідея про існування зв'язку між цими теоремами, висловлена 1985 року, належить німецькому математику Герхарду Фрею.

## Життєпис
Ендрю Джон Вайлс народився 11 квітня 1953 року в місті Кембридж, що входить до складу графства Кембриджшир у регіоні Східна Англія Великої Британії. 1974 року здобув освіту в коледжі Мертон Оксфордського університету, здобувши науковий ступінь бакалавра, а згодом — 1980 року ступінь доктора філософії у коледжі Клер Кембриджського університету.
У період навчання у Клер Коледжі молодий вчений Вайлс працював у Кембриджському університеті у період 1977—1980 років. Однак, згодом вчений переїхав до Сполучених Штатів Америки й почав працювати у Гарвардському університеті.
Через деякий час Ендрю переїхав до Нью-Джерсі, де працював в інституті перспективних досліджень, а вже 1981 року (за іншими даними — 1982 року) став професором Принстонського університету. Там Вайлс працював над низкою невирішених проблем в теорії чисел. У 1985—1986 роках професор Вайлс отримав грант Гуггенхайма від Інституту вищих наукових досліджень та Вищої нормальної школи.
З 1988 року по 1990 рік Ендрю Джон Вайлс був професором Королівського товариства досліджень Оксфордського університету. Згодом, повернувся у Принстон, де продовжив свої дослідження, а у 2011 році знову продовжив працювати в Оксфорді.

## Історія доведення
Велика теорема Ферма стверджує, що не існує натуральних рішень рівняння an + bn = cn для натуральних n > 2.
Ендрю Вайлс дізнався про Велику теорему Ферма у віці десяти років. Тоді він зробив спробу довести її, використовуючи методи зі шкільного підручника; природно, що у нього нічого не вийшло. Пізніше він став вивчати роботи математиків, які намагалися довести цю теорему. Після вступу до коледжу Ендрю закинув спроби довести Велику теорему Ферма та зайнявся вивченням еліптичних кривих під керівництвом Джона Коутса.
В 1950—1960-х роках припущення про наявність зв'язку між еліптичними кривими та модулярних формами було висловлено японським математиком Сімура, які ґрунтувалися на ідеях, висловлених іншим японським математиком — Таніямою. У західних наукових колах ця гіпотеза була відома завдяки роботі Андре Вейля, який внаслідок ретельного її аналізу виявив деякі свідчення на її користь. Через це гіпотезу часто називають теоремою Сімура — Таніями — Вейля. У гіпотезі стверджується, що кожна еліптична крива над алгебраїчним числовим полем є Автоморфною. Зокрема, кожна еліптична крива над раціональними числами повинна бути модуляром. Останню властивість (теорема про модулярність) було повністю доведено 1999 року Крістофом Бройлем, Браяном Конрадом, Фредом Даймондом та Річардом Тейлором, які перевірили вироджені випадки ненапівстабільних еліптичних кривих після того, як Вайлс 1995 року довів напівстабільний випадок, який доводить теорему Ферма.
Нехай p — просте непарне число і a, b і c — такі натуральні числа, що ap+bp=cp. Тоді відповідне рівняння y2 = x(x — ap) (x + bp) визначає гіпотетичну еліптичну криву, так звану криву Фрея, яка існує, якщо існує контрприклад до Великої теореми Ферма. Герхард Фрей зауважив, що якщо така крива існує, то вона володіє надто незвичайними властивостями, і відповідно вона може бути модулярною.
Зв'язок між теоремами Таніями — Сімура та Ферма було встановлено Кеном Рібетом, який за основу взяв роботи Баррі Мазура та Жана-П'єра Серра. Рібет довів, що крива Фрея не модулярна. Це означало, що доведення напівстабільності у випадку теореми Таніями — Сімура підтверджує правдивість Великої теореми Ферма.
Робота Вайлса має фундаментальний характер, однак метод застосовується лише для еліптичних кривих над раціональними числами, у той час як гіпотеза Таніями — Сімури охоплює еліптичні криві над будь-яким алгебраїчним числовим полем. Тому передбачається, що існує загальніше та елегантніше доведення модулярності еліптичних кривих.

## Відображення в культурі
Робота Вайлса над Великою теоремою Ферма знайшла відображення у мюзиклі «Велике танго Ферма» Лесснера та Розенблума.
Вайлс і його робота згадані в епізоді «Facets» серіалу «Star Trek: Deep Space Nine».

## Нагороди та визнання
- 1988: Премія Вайтгеда[10]
- 1989: дійсний член Лондонського королівського товариства[11]
- 1995: Премія Рольфа Шока[12]
- 1995: Премія Ферма[13]
- 1996: Премія Вольфа з математики (1996)[14]
- 1996: Іноземний член Національної академії наук США[15]
- 1996: Нагорода Національної академії наук США з математики[16]
- 1996: Премія Островського [17][18]
- 1996: Королівська медаль [13]
- 1997: Премія Коула[19]
- 1997: Премія Вольфскеля[20]
- 1997: Стипендія Мак-Артура
- 1998: Срібна тарілка від Міжнародного Математичного Союзу[21]
- 1998: Міжнародна премія короля Фейсала[22]
- 1999: Дослідницька нагорода Клея[12]
- 2000: зробив пленарну доповідь на Європейському математичному конгресі.
- 2000: Лицар-командор Ордена Британської Імперії[23]
- 2005: Премія Шао[13]
- 2016: Абелівська премія[24]
- 2017: Медаль Коплі[25]
- 2019: Медаль де Моргана

В 1999 році на його честь названо астероїд 9999 Вайлс.